# Variété abélienne de type CM
En mathématiques, une variété abélienne A définie sur un corps commutatif K est dite de type CM si elle possède un sous-anneau commutatif suffisamment grand dans son anneau d'endomorphismes End(A). La terminologie ici est issue de la théorie de la multiplication complexe, qui fut développée pour les courbes elliptiques au XIXe siècle. Un des accomplissements majeurs du XXe siècle en théorie algébrique des nombres et en géométrie algébrique fut de trouver les formulations correctes de la théorie correspondante pour les variétés abéliennes de dimension d > 1. Le problème est d'un niveau plus profond d'abstraction, parce qu'il est plus difficile de manipuler les fonctions analytiques de plusieurs variables complexes.

La définition formelle est la suivante :
Lorsque d = 1 ceci peut seulement être un corps quadratique, et on récupère les cas où End(A) est un ordre dans un corps quadratique imaginaire. Pour d > 1, il existe des cas comparables pour les corps CM (en), les extensions quadratiques complexes de corps totalement réels. Il existe d'autres cas qui reflètent que A peut ne pas être une variété abélienne simple (cela peut être un produit de courbes elliptiques, par exemple). Un autre nom pour les variétés abéliennes de type CM est les variétés abéliennes avec « suffisamment de multiplications complexes ».
On sait que si K est le corps des nombres complexes, alors une telle variété A possède un corps de définition (en) qui est en fait un corps de nombres. Les types possibles d'anneau d'endomorphisme ont été classés, comme les anneaux involutifs (l'involution de Rosati), conduisant à une classification de variétés abéliennes de type CM. Pour construire de telles variétés dans le même style que pour les courbes elliptiques, en démarrant avec un réseau dans ℂd, on doit tenir compte des relations de Riemann (en) de la théorie des variétés abéliennes.
Le type CM est une description de l'action d'un sous-anneau (maximal) commutatif L de EndQ(A) sur l'espace tangent de A en l'élément neutre. La théorie spectrale sous sa forme élémentaire s'applique, pour montrer que L agit via une base de vecteurs propres ; en d'autres termes : L agit via les matrices diagonales sur les champs de vecteurs holomorphes sur A. Dans le cas simple, où L est lui-même un corps de nombres plutôt qu'un produit de certains corps de nombres, le type CM est alors une liste de plongements complexes de L. Il en existe 2d, apparaissant par paires de conjugués complexes ; le type CM est le choix d'un par paire. On sait que tous les types sont réalisables.
Des résultats basiques de Goro Shimura et Yutaka Taniyama calculent la fonction L de Hasse-Weil de A, en termes du type CM et d'une fonction L de Hecke associée à un caractère de Hecke dont dérive un type infini. Ils généralisent les résultats de Deuring pour le cas d'une courbe elliptique.